# Bridget Sloan
Bridget Elizabeth Sloan (ur. 23 czerwca 1992 w Cincinnati) – amerykańska gimnastyczka, srebrna medalistka olimpijska z Pekinu, mistrzyni świata.

## Sukcesy
| Rok  | Zawody               | Miasto    | Miejsce | Konkurencja            | Punktacja |
| ---- | -------------------- | --------- | ------- | ---------------------- | --------- |
| 2008 | Igrzyska olimpijskie | Pekin     | 2       | Wielobój drużynowo     | 186.525   |
| 2009 | Mistrzostwa świata   | Londyn    | 1       | Wielobój indywidualnie | 57.825    |
| 2010 | Mistrzostwa świata   | Rotterdam | 2       | Wielobój drużynowo     | 175.196   |